# Rita Lázár
Rita Lázár es una deportista húngara que compitió en natación, en la modalidad de aguas abiertas. Ganó una medalla de oro en el Campeonato Europeo de Natación en Aguas Abiertas de 1989, en la prueba de 21 km.

## Palmarés internacional
| Campeonato Europeo | Campeonato Europeo      | Campeonato Europeo | Campeonato Europeo |
| Año                | Lugar                   | Medalla            | Prueba             |
| ------------------ | ----------------------- | ------------------ | ------------------ |
| 1989               | Stari Grad (Yugoslavia) | Medalla de oro     | 21 km              |